# Daingerfield
Daingerfield er en amerikansk by og administrativt centrum i det amerikanske county Morris County, i staten Texas. I 2000 havde byen et indbyggertal på 2.517.

## Ekstern henvisning
33°1′51″N 94°43′28″V / 33.03083°N 94.72444°V